# Körtvélyes (Rozsnyói járás)
Körtvélyes (szlovákul: Hrušov) község Szlovákiában, a Kassai kerület Rozsnyói járásában.

## Fekvése
Rozsnyótól 16 km-re délkeletre, a magyar határ mellett fekszik.

## Története
1234-ben említik először, ekkor részben nemesi birtok. A falu Torna várának uradalmához tartozott, majd a 14. századtól a Bebekek birtoka. 1340-ben „Kerthueles" néven említik. 1427-ben az adóösszeírásban 40 portát számláltak a faluban. 1561-ben „Kerthweles" alakban szerepel. 1673-ban kétemeletes kő udvarházat említenek itt. Későbbi birtokosai az Eszterházyak voltak. Lakói földműveléssel, szőlő- és gyümölcstermesztéssel foglalkoztak.
A 18. század végén Vályi András így ír róla: „KÖRRVÉLYES. Magyar falu Torna Várm. földes Urai Lükő, és több Urak, lakosai leg inkább reformátusok, fekszik Almásnak szomszédságában, és annak filiája, földgye ha jól miveltetik, minden veteményt meg terem, réttyei jók, legelője elég van, fája mind a’ két féle, szőlő hegye tágas, keresetre is van módgya."
Fényes Elek geográfiai szótárában eképpen ír a községről: „Körtvélyes, Abauj-Torna vmegyében, magyar falu, Jablonczához északra 1/2 mfdnyire; 104 kath., 746 ref., 13 zsidó lak. Ref. anyaszentegyház. Szőlőhegye nagy kiterjedésü; gyümölcse, kivált szilvája felesleges mennyiségben; erdeje, rétje elég; szántófölde, ha jól miveltetik, mindent megterem. F. u. hg. Eszterházy. Ut. post. Rosnyó." Archiválva 2007. szeptember 27-i dátummal a Wayback Machine-ben
Borovszky monográfiasorozatának Abaúj-Torna vármegyét tárgyaló része szerint: „Körtvélyes lakosainak száma 435, háza 102 van. Postája Almás, távirója Torna. A róm. kath. templom a XVIII. században épült, a református pedig 1784-ben. Mindkettő kőfallal van körülvéve. Az "Evetes"-réten a Bebek-családnak egy halastava volt. Földesura azelőtt a herczeg Esterházy, most pedig a gr. Andrássy család."
1920-ig Abaúj-Torna vármegye Tornai járásához tartozott. 1938 és 1945 között újra Magyarország része.

## Népessége
| Év:            | 1994. | 2004.   | 2014.   | 2024.   |
| -------------- | ----- | ------- | ------- | ------- |
| Emberek száma: | 360   | 345     | 336     | 331     |
| Eltérés:       |       | -4,16 % | -2,60 % | -1,48 % |

| Év:            | 2023. | 2024.   |
| -------------- | ----- | ------- |
| Emberek száma: | 335   | 331     |
| Eltérés:       |       | -1,19 % |

1910-ben 403-an, túlnyomórészt magyarok lakták.
2001-ben 359 lakosából 318 magyar és 38 szlovák.
2011-ben 334 lakosából 280 magyar és 48 szlovák.

## Nevezetességei
- Szűz Mária tiszteletére szentelt, római katolikus temploma 14. századi, a 17. és a 18. században barokk stílusban átépítették.
- A falu felett magasodó egyhajós, késő gótikus Szent Anna kápolnája búcsújáróhely. Egy régebbi templom helyén készült.
- Református temploma 1795-ben épült.
- Körtvélyesi-barlang. 1995-ben az Aggteleki-karszt és a Szlovák-karszt barlangjai részeként felkerült az UNESCO Világörökség listájára.
- Határában halastó található.
- A község polgármesterének kezdeményezésére 2007-ben rendezték meg első alkalommal a Körtvélyes nevű falvak polgármestereinek találkozóját.

## Híres körtvélyesiek
- Itt élt és halt meg 1849-ben Raisz Keresztély (*Toporc, 1766). Gömör és Kis-Hont vármegye földmérője volt, ő tervezte meg a falu fölötti szoroskői műutat, mely Rozsnyóba vezet. 1802-ben megrajzolta a Baradla-barlang térképét. Kívánságának megfelelően a falu előtti almáskertben temették el.